# Estación de Fernán Núñez
Fernán Núñez es una estación ferroviaria situada en el municipio español de Córdoba, en la provincia de Córdoba, aunque presta servicio a la población de Fernán Núñez. En la actualidad las instalaciones están cerradas al servicio de pasajeros y solo cumplen funciones de apartadero.

## Situación ferroviaria
Las instalaciones ferroviarias se encuentran situadas en el punto kilométrico 32,5 de la línea férrea de ancho ibérico Córdoba-Málaga, a 172 metros de altitud sobre el nivel del mar, entre las estaciones de Torres Cabrera y Montemayor. El tramo es de vía única y está electrificado. 

## Historia
La estación fue puesta en servicio el 15 de agosto de 1865 con la apertura del tramo Córdoba-Álora de la línea que pretendía unir Córdoba con Málaga. Las obras corrieron a cargo de la Compañía del Ferrocarril de Córdoba a Málaga que se constituyó con este propósito en 1861. Sin embargo, debido a los malos resultados económicos, su gestión no duró mucho y la compañía acabó integrándose en 1877 en la Compañía de los Ferrocarriles Andaluces. En 1941, con la nacionalización de la totalidad de la red ferroviaria española la estación pasó a ser gestionada por RENFE. Desde 2005 el organismo Adif es el titular de las instalaciones ferroviarias.

## La estación
La estación se encuentra siete kilómetros al noreste de la localidad homónima. Se trata de un edificio de una sola planta que cumple funciones logísticas.
El programa de Televisión Española, Comando Actualidad, hizo un reportaje sobre el jefe de estación, describiendo cómo es su día a día.

## Servicios ferroviarios
Actualmente solo cumple funciones logísticas, como el control del tráfico ferroviario de trenes de mercancías que transitan la línea todos los días.